# Rifargia bichorda
Rifargia bichorda är en fjärilsart som beskrevs av George Francis Hampson 1901. Rifargia bichorda ingår i släktet Rifargia och familjen tandspinnare. Inga underarter finns listade.